# Popis naselja u Teksasu
Ovo je popis inkorporiranih gradova, mjesta i sela, mjesta grada, neinkorporiranih područja i popisom određenih mjesta te "gradova duhova" u američkoj saveznoj državi Teksasu.
Tumač:
- POM - popisom određeno mjesto
- neink.podr. - neinkorporirano područje

## Popis

### A
- Abbott (Teksas)
- Abernathy (Teksas)
- Abilene (Teksas)
- Abram-Perezville (Teksas)
- Abram (Teksas)
- Ackerly (Teksas)
- Addison (Teksas)
- Adrian (Teksas)
- Agua Dulce (Teksas)
- Aguilares (Teksas)
- Airport Heights (Teksas)
- Airport Road Addition (Teksas)
- Alamo (Teksas)
- Alamo Heights (Teksas)
- Alba (Teksas)
- Albany (Teksas)
- Aldine (Teksas)
- Aledo (Teksas)
- Alfred-South La Paloma (Teksas)
- Alfred (Teksas)
- Alice (Teksas)
- Alice Acres (Teksas)
- Alma (Teksas)
- Alpine (Teksas)
- Alto (Teksas)
- Alto Bonito (Teksas)
- Alto Bonito Heights (Teksas)
- Alton (Teksas)
- Alton North (Teksas)
- Alvarado (Teksas)
- Alvin (Teksas)
- Alvord (Teksas)
- Amada Acres (Teksas)
- Amargosa (Teksas)
- Amaya (Teksas)
- Ames (Teksas)
- Amherst (Teksas)
- Amistad (Teksas)
- Anacua (Teksas)
- Anahuac (Teksas)
- Anderson (Teksas)
- Anderson Mill (Teksas)
- Andrews (Teksas)
- Angleton (Teksas)
- Angus (Teksas)
- Anna (Teksas)
- Annetta (Teksas)
- Annetta North (Teksas)
- Annetta South (Teksas)
- Annona (Teksas)
- Anson (Teksas)
- Anthony (Teksas)
- Anton (Teksas)
- Appleby (Teksas)
- Aquilla (Teksas)
- Aransas Pass (Teksas)
- Archer City (Teksas)
- Arcola (Teksas)
- Argyle (Teksas)
- Allen (Teksas)
- Arp (Teksas)
- Arroyo Alto (Teksas)
- Arroyo Colorado Estates (Teksas)
- Arroyo Gardens-La Tina Ranch (Teksas)
- Arroyo Gardens (Teksas)
- Asherton (Teksas)
- Aspermont (Teksas)
- Atascocita (Teksas)
- Athens (Teksas)
- Atlanta (Teksas)
- Aubrey (Teksas)
- Aurora (Teksas)
- Austwell (Teksas)
- Avery (Teksas)
- Avinger (Teksas)
- Azle (Teksas)

### B
- B and E (Teksas)
- Bacliff (Teksas)
- Bailey (Teksas)
- Baird (Teksas)
- Balch Springs (Teksas)
- Balcones Heights (Teksas)
- Ballinger (Teksas)
- Balmorhea (Teksas)
- Bandera (Teksas)
- Bangs (Teksas)
- Banquete (Teksas)
- Bardwell (Teksas)
- Barrera (Teksas)
- Barrett (Teksas)
- Barry (Teksas)
- Barstow (Teksas)
- Bartlett (Teksas)
- Barton Creek (Teksas)
- Bartonville (Teksas)
- Bastrop (Teksas)
- Batesville (Teksas)
- Bausell and Ellis (Teksas)
- Bay City (Teksas)
- Bayou Vista (Teksas)
- Bayside (Teksas)
- Baytown (Teksas)
- Bayview (Teksas)
- Beach City (Teksas)
- Beasley (Teksas)
- Beaumont (Teksas)
- Beckville (Teksas)
- Bedford (Teksas)
- Bedias (Teksas)
- Bee Cave (Teksas)
- Beeville (Teksas)
- Bellaire (Teksas)
- Bellevue (Teksas)
- Bellmead (Teksas)
- Bells (Teksas)
- Bellville (Teksas)
- Belton (Teksas)
- Benavides (Teksas)
- Benbrook (Teksas)
- Benjamin (Teksas)
- Benjamin Perez (Teksas)
- Berryville (Teksas)
- Bertram (Teksas)
- Beverly Hills (Teksas)
- Bevil Oaks (Teksas)
- Big Lake (Teksas)
- Big Sandy (Teksas)
- Big Spring (Teksas)
- Big Thicket Lake Estates (Teksas)
- Big Wells (Teksas)
- Bigfoot (Teksas)
- Bishop (Teksas)
- Bishop Hills (Teksas)
- Bixby (Teksas)
- Blackwell (Teksas)
- Blanco (Teksas)
- Blanket (Teksas)
- Blessing (Teksas)
- Bloomburg (Teksas)
- Blooming Grove (Teksas)
- Bloomington (Teksas)
- Blossom (Teksas)
- Blue Berry Hill (Teksas)
- Blue Mound (Teksas)
- Blue Ridge (Teksas)
- Bluetown-Iglesia Antigua (Teksas)
- Bluetown (Teksas)
- Blum (Teksas)
- Boerne (Teksas)
- Bogata (Teksas)
- Boling-Iago (Teksas)
- Boling (Teksas)
- Bolivar Peninsula (Teksas)
- Bonanza Hills (Teksas)
- Bonham (Teksas)
- Booker (Teksas)
- Borger (Teksas)
- Botines (Teksas)
- Bovina (Teksas)
- Bowie (Teksas)
- Box Canyon-Amistad (Teksas)
- Box Canyon (Teksas)
- Boyd (Teksas)
- Boys Ranch (Teksas)
- Brackettville (Teksas)
- Brady (Teksas)
- Brazoria (Teksas)
- Brazos Bend (Teksas)
- Brazos Country (Teksas)
- Breckenridge (Teksas)
- Bremond (Teksas)
- Brenham (Teksas)
- Briar (Teksas)
- Briaroaks (Teksas)
- Bridge City (Teksas)
- Bridgeport (Teksas)
- Bristol (Teksas)
- Broaddus (Teksas)
- Bronte (Teksas)
- Brookshire (Teksas)
- Brookside Village (Teksas)
- Browndell (Teksas)
- Brownfield (Teksas)
- Brownsboro (Teksas)
- Brownsville (Teksas)
- Brownwood (Teksas)
- Bruceville-Eddy (Teksas)
- Brundage (Teksas)
- Bruni (Teksas)
- Brushy Creek (Teksas)
- Bryan (Teksas)
- Bryson (Teksas)
- Buchanan Dam (Teksas)
- Buchanan Lake Village (Teksas)
- Buckholts (Teksas)
- Buda (Teksas)
- Buena Vista (Teksas)
- Buffalo Gap (Teksas)
- Bullard (Teksas)
- Bulverde (Teksas)
- Buna (Teksas)
- Bunker Hill Village (Teksas)
- Burkburnett (Teksas)
- Burke (Teksas)
- Burleson (Teksas)
- Burnet (Teksas)
- Burton (Teksas)
- Butterfield (Teksas)
- Byers (Teksas)
- Bylbyl Sokoli
- Bynum (Teksas)

### C
- Cactus (Teksas)
- Caddo Mills (Teksas)
- Caldwell (Teksas)
- Callender Lake (Teksas)
- Callisburg (Teksas)
- Calvert (Teksas)
- Camargito (Teksas)
- Cameron (Teksas)
- Cameron Park (Teksas)
- Camp Swift (Teksas)
- Camp Wood (Teksas)
- Campbell (Teksas)
- Campo Verde (Teksas)
- Canadian (Teksas)
- Caney City (Teksas)
- Canton (Teksas)
- Cantu Addition (Teksas)
- Canutillo (Teksas)
- Canyon (Teksas)
- Canyon Creek (Teksas)
- Canyon Lake (Teksas)
- Cape Royale (Teksas)
- Carbon (Teksas)
- Carl's Corner (Teksas)
- Carlsbad (Teksas)
- Carmine (Teksas)
- Carrizo Hill (Teksas)
- Carrizo Springs (Teksas)
- Carthage (Teksas)
- Casa Blanca (Teksas)
- Casas (Teksas)
- Cashion Community (Teksas)
- Castle Hills (Teksas)
- Castroville (Teksas)
- Catarina (Teksas)
- Cedar Hill (Teksas)
- Cedar Park (Teksas)
- Cedar Point (Teksas)
- Celeste (Teksas)
- Celina (Teksas)
- Center (Teksas)
- Centerville (Teksas)
- Central Gardens (Teksas)
- Cesar Chavez (Teksas)
- Chandler (Teksas)
- Channelview (Teksas)
- Channing (Teksas)
- Chaparrito (Teksas)
- Chapeno (Teksas)
- Charlotte (Teksas)
- Chester (Teksas)
- Chico (Teksas)
- Childress (Teksas)
- Chillicothe (Teksas)
- Chilton (Teksas)
- China (Teksas)
- China Grove (Teksas)
- China Spring (Teksas)
- Chireno (Teksas)
- Christine (Teksas)
- Christoval (Teksas)
- Chula Vista-Orason (Teksas)
- Chula Vista-River Spur (Teksas)
- Chula Vista (Teksas)
- Cibolo (Teksas)
- Cienegas Terrace (Teksas)
- Cinco Ranch (Teksas)
- Circle D-KC Estates (Teksas)
- Citrus City (Teksas)
- Clarendon (Teksas)
- Clarksville (Teksas)
- Clarksville City (Teksas)
- Claude (Teksas)
- Clear Lake Shores (Teksas)
- Cleburne (Teksas)
- Cleveland (Teksas)
- Clifton (Teksas)
- Clint (Teksas)
- Cloverleaf (Teksas)
- Clute (Teksas)
- Clyde (Teksas)
- Coahoma (Teksas)
- Cockrell Hill (Teksas)
- Coffee City (Teksas)
- Coldspring (Teksas)
- Coleman (Teksas)
- College Station (Teksas)
- Colleyville (Teksas)
- Collinsville (Teksas)
- Colmesneil (Teksas)
- Colorado Acres (Teksas)
- Columbus (Teksas)
- Comanche (Teksas)
- Combes (Teksas)
- Combine (Teksas)
- Comfort (Teksas)
- Commerce (Teksas)
- Como (Teksas)
- Conroe (Teksas)
- Converse (Teksas)
- Cool (Teksas)
- Coolidge (Teksas)
- Cooper (Teksas)
- Coppell (Teksas)
- Copper Canyon (Teksas)
- Copperas Cove (Teksas)
- Corinth (Teksas)
- Corpus Christi (Teksas)
- Corral City (Teksas)
- Corrigan (Teksas)
- Corrigan (Teksas)
- Corsicana (Teksas)
- Cottonwood (Teksas)
- Cottonwood Shores (Teksas)
- Cotulla (Teksas)
- Country Acres (Teksas)
- Cove (Teksas)
- Covington (Teksas)
- Coyanosa (Teksas)
- Coyote Acres (Teksas)
- Coyote Flats (Teksas)
- Crandall (Teksas)
- Crane (Teksas)
- Cranfills Gap (Teksas)
- Crawford (Teksas)
- Creedmoor (Teksas)
- Cresson (Teksas)
- Crockett (Teksas)
- Crosby (Teksas)
- Crosbyton (Teksas)
- Cross Mountain (Teksas)
- Cross Plains (Teksas)
- Cross Roads (Teksas)
- Cross Timber (Teksas)
- Crowell (Teksas)
- Crowley (Teksas)
- Crystal City (Teksas)
- Cuero (Teksas)
- Cuevitas (Teksas)
- Cumby (Teksas)
- Cumings (Teksas)
- Cuney (Teksas)
- Cushing (Teksas)
- Cut and Shoot (Teksas)

### D
- D'Hanis (Teksas)
- DISH (Teksas)
- Daingerfield (Teksas)
- Daisetta (Teksas)
- Dalhart (Teksas)
- Dalworthington Gardens (Teksas)
- Damon (Teksas)
- Danbury (Teksas)
- Darrouzett (Teksas)
- Dawson (Teksas)
- Dayton (Teksas)
- Dayton Lakes (Teksas)
- DeCordova (Teksas)
- DeSoto (Teksas)
- De Kalb (Teksas)
- De Leon (Teksas)
- Dean (Teksas)
- Decatur (Teksas)
- Deer Park (Teksas)
- Del Mar Heights (Teksas)
- Del Rio (Teksas)
- Del Sol-Loma Linda (Teksas)
- Del Sol (Teksas)
- Dell City (Teksas)
- Delmita (Teksas)
- Denison (Teksas)
- Denton (Teksas)
- Denver City (Teksas)
- Deport (Teksas)
- Detroit (Teksas)
- Devers (Teksas)
- Devine (Teksas)
- Deweyville (Teksas)
- Diboll (Teksas)
- Dickens (Teksas)
- Dickinson (Teksas)
- Dilley (Teksas)
- Dimmitt (Teksas)
- Dodd City (Teksas)
- Dodson (Teksas)
- Doffing (Teksas)
- Domino (Teksas)
- Donna (Teksas)
- Doolittle (Teksas)
- Dorchester (Teksas)
- Double Oak (Teksas)
- Douglassville (Teksas)
- Doyle (Teksas)
- Driftwood (Teksas)
- Dripping Springs (Teksas)
- Driscoll (Teksas)
- Dublin (Teksas)
- Dumas (Teksas)
- Duncanville (Teksas)

### E
- Eagle Lake (Teksas)
- Eagle Mountain (Teksas)
- Eagle Pass (Teksas)
- Early (Teksas)
- Earth (Teksas)
- East Alto Bonito (Teksas)
- East Bernard (Teksas)
- East Lopez (Teksas)
- East Mountain (Teksas)
- East Tawakoni (Teksas)
- Eastland (Teksas)
- Easton (Teksas)
- Ector (Teksas)
- Edcouch (Teksas)
- Eden (Teksas)
- Edgecliff Village (Teksas)
- Edgewater-Paisano (Teksas)
- Edgewater Estates (Teksas)
- Edgewood (Teksas)
- Edmonson (Teksas)
- Edna (Teksas)
- Edroy (Teksas)
- Eidson Road (Teksas)
- El Brazil (Teksas)
- El Camino Angosto (Teksas)
- El Campo (Teksas)
- El Castillo (Teksas)
- El Cenizo (Teksas)
- El Chaparral (Teksas)
- El Indio (Teksas)
- El Lago (Teksas)
- El Mesquite (Teksas)
- El Quiote (Teksas)
- El Rancho Vela (Teksas)
- El Refugio (Teksas)
- El Socio (Teksas)
- Elbert (Teksas)
- Eldorado (Teksas)
- Electra (Teksas)
- Elias-Fela Solis (Teksas)
- Elkhart (Teksas)
- Elm Creek (Teksas)
- Elmendorf (Teksas)
- Elmo (Teksas)
- Elsa (Teksas)
- Emerald Bay (Teksas)
- Emhouse (Teksas)
- Emory (Teksas)
- Encantada-Ranchito-El Calaboz, Teksas
- Enchanted Oaks (Teksas)
- Encinal (Teksas)
- Encino (Teksas)
- Ennis (Teksas)
- Escobar I (Teksas)
- Escobares (Teksas)
- Estelline (Teksas)
- Eugenio Saenz (Teksas)
- Euless (Teksas)
- Eureka (Teksas)
- Eustace (Teksas)
- Evadale (Teksas)
- Evant (Teksas)
- Evergreen (Teksas)
- Everman (Teksas)

### F
- Fabens (Teksas)
- Fabrica (Teksas)
- Fair Oaks Ranch (Teksas)
- Fairfield (Teksas)
- Falcon Heights (Teksas)
- Falcon Lake Estates (Teksas)
- Falcon Mesa (Teksas)
- Falcon Village (Teksas)
- Falconaire (Teksas)
- Falfurrias (Teksas)
- Falls City (Teksas)
- Falman-County Acres (Teksas)
- Falman (Teksas)
- Fannett (Teksas)
- Farmers Branch (Teksas)
- Farmersville (Teksas)
- Farwell (Teksas)
- Fate (Teksas)
- Fayetteville (Teksas)
- Faysville (Teksas)
- Fernando Salinas (Teksas)
- Ferris (Teksas)
- Fifth Street (Teksas)
- Flatonia (Teksas)
- Flor del Rio (Teksas)
- Florence (Teksas)
- Floresville (Teksas)
- Flowella (Teksas)
- Flower Mound (Teksas)
- Floydada (Teksas)
- Follett (Teksas)
- Forest Hill (Teksas)
- Forney (Teksas)
- Forsan (Teksas)
- Fort Bliss (Teksas)
- Fort Clark Springs (Teksas)
- Fort Davis (Teksas)
- Fort Hancock (Teksas)
- Fort Hood (Teksas)
- Fort Stockton (Teksas)
- Four Points (Teksas)
- Fowlerton (Teksas)
- Franklin (Teksas)
- Frankston (Teksas)
- Fredericksburg (Teksas)
- Freer (Teksas)
- Fresno (Teksas)
- Friendswood (Teksas)
- Friona (Teksas)
- Frisco (Teksas)
- Fritch (Teksas)
- Fronton (Teksas)
- Fronton Ranchettes (Teksas)
- Frost (Teksas)
- Fruitvale (Teksas)
- Fulshear (Teksas)

### G
- Gail (Teksas)
- Gainesville (Teksas)
- Galena Park (Teksas)
- Gallatin (Teksas)
- Ganado (Teksas)
- Garceno (Teksas)
- Garciasville (Teksas)
- Garden City (Teksas)
- Garden Ridge (Teksas)
- Gardendale (Teksas)
- Garfield (Teksas)
- Garland (Teksas)
- Garrett (Teksas)
- Garrison (Teksas)
- Gary City (Teksas)
- Garza-Salinas II (Teksas)
- Gatesville (Teksas)
- George West (Teksas)
- Georgetown (Teksas)
- Geronimo (Teksas)
- Gholson (Teksas)
- Giddings (Teksas)
- Gilmer (Teksas)
- Girard (Teksas)
- Gladewater (Teksas)
- Glen Rose (Teksas)
- Glenn Heights (Teksas)
- Glidden (Teksas)
- Godley (Teksas)
- Goldsmith (Teksas)
- Goldthwaite (Teksas)
- Goliad (Teksas)
- Golinda (Teksas)
- Gonzales (Teksas)
- Goodlow (Teksas)
- Goodrich (Teksas)
- Gordon (Teksas)
- Goree (Teksas)
- Gorman (Teksas)
- Graford (Teksas)
- Graham (Teksas)
- Granbury (Teksas)
- Grand Acres (Teksas)
- Grand Prairie (Teksas)
- Grand Saline (Teksas)
- Grandfalls (Teksas)
- Grandview (Teksas)
- Granger (Teksas)
- Granite Shoals (Teksas)
- Granjeno (Teksas)
- Grape Creek (Teksas)
- Grapeland (Teksas)
- Grapevine (Teksas)
- Greatwood (Teksas)
- Green Valley Farms (Teksas)
- Gregory (Teksas)
- Grey Forest (Teksas)
- Groesbeck (Teksas)
- Groom (Teksas)
- Groves (Teksas)
- Groveton (Teksas)
- Gruver (Teksas)
- Guadalupe-Guerra (Teksas)
- Gun Barrel City (Teksas)
- Gunter (Teksas)
- Gustine (Teksas)
- Guthrie (Teksas)
- Gutierrez (Teksas)

### H
- H. Cuellar Estates (Teksas)
- Hackberry (Teksas)
- Hale Center (Teksas)
- Hallettsville (Teksas)
- Hallsburg (Teksas)
- Hallsville (Teksas)
- Haltom City (Teksas)
- Hamilton (Teksas)
- Hamlin (Teksas)
- Happy (Teksas)
- Hardin (Teksas)
- Hargill (Teksas)
- Harker Heights (Teksas)
- Harlingen (Teksas)
- Harper (Teksas)
- Hart (Teksas)
- Hartley (Teksas)
- Haskell (Teksas)
- Haslet (Teksas)
- Havana (Teksas)
- Hawk Cove (Teksas)
- Hawkins (Teksas)
- Hawley (Teksas)
- Hays (Teksas)
- Hearne (Teksas)
- Heath (Teksas)
- Hebbronville (Teksas)
- Hebron (Teksas)
- Hedley (Teksas)
- Hedwig Village (Teksas)
- Heidelberg (Teksas)
- Helotes (Teksas)
- Hemphill (Teksas)
- Hempstead (Teksas)
- Henderson (Teksas)
- Henrietta (Teksas)
- Hereford (Teksas)
- Hermleigh (Teksas)
- Hewitt (Teksas)
- Hickory Creek (Teksas)
- Hico (Teksas)
- Hidalgo (Teksas)
- Hideaway (Teksas)
- Higgins (Teksas)
- Highland Haven (Teksas)
- Highland Village (Teksas)
- Highlands (Teksas)
- Hill Country Village (Teksas)
- Hillsboro (Teksas)
- Hillside Acres (Teksas)
- Hilltop (Teksas)
- Hilltop Lakes (Teksas)
- Hilshire Village (Teksas)
- Hitchcock (Teksas)
- Holiday Beach (Teksas)
- Holiday Lakes (Teksas)
- Holland (Teksas)
- Holliday (Teksas)
- Holly Lake Ranch (Teksas)
- Hollywood Park (Teksas)
- Homestead Meadows North (Teksas)
- Homestead Meadows South (Teksas)
- Hondo (Teksas)
- Honey Grove (Teksas)
- Hooks (Teksas)
- Horizon City (Teksas)
- Hornsby Bend (Teksas)
- Horseshoe Bay (Teksas)
- Horseshoe Bend (Teksas)
- Howardwick (Teksas)
- Howe (Teksas)
- Hubbard (Teksas)
- Hudson Bend (Teksas)
- Hudson Oaks (Teksas)
- Hughes Springs (Teksas)
- Hull (Teksas)
- Humble (Teksas)
- Hungerford (Teksas)
- Hunters Creek Village (Teksas)
- Huntington (Teksas)
- Hurst (Teksas)
- Hutchins (Teksas)
- Hutto (Teksas)
- Huxley (Teksas)

### I
- Iago (Teksas)
- Idalou (Teksas)
- Iglesia Antigua (Teksas)
- Impact (Teksas)
- Imperial (Teksas)
- Indian Hills (Teksas)
- Indian Lake (Teksas)
- Indian Springs (Teksas)
- Indio (Teksas)
- Industry (Teksas)
- Inez (Teksas)
- Iola (Teksas)
- Iowa Park (Teksas)
- Iraan (Teksas)
- Iredell (Teksas)
- Italy (Teksas)
- Itasca (Teksas)
- Ivanhoe (Teksas)
- Ivanhoe North (Teksas)

### J
- JF Villarreal (Teksas)
- Jacinto City (Teksas)
- Jacksboro (Teksas)
- Jacksonville (Teksas)
- Jamaica Beach (Teksas)
- Jardin de San Julian (Teksas)
- Jarrell (Teksas)
- Jasper (Teksas)
- Jayton (Teksas)
- Jefferson (Teksas)
- Jersey Village (Teksas)
- Jewett (Teksas)
- Joaquin (Teksas)
- Johnson City (Teksas)
- Jolly (Teksas)
- Jollyville (Teksas)
- Jonestown (Teksas)
- Josephine (Teksas)
- Joshua (Teksas)
- Jourdanton (Teksas)
- Juarez (Teksas)
- Junction (Teksas)
- Justin (Teksas)

### K
- K-Bar Ranch (Teksas)
- Karnes City (Teksas)
- Kaufman (Teksas)
- Keene (Teksas)
- Keller (Teksas)
- Kemah (Teksas)
- Kemp (Teksas)
- Kempner (Teksas)
- Kendleton (Teksas)
- Kenefick (Teksas)
- Kennard (Teksas)
- Kennedale (Teksas)
- Kerens (Teksas)
- Kermit (Teksas)
- Kerrville (Teksas)
- Kilgore (Teksas)
- Killeen (Teksas)
- Kingsbury (Teksas)
- Kingsland (Teksas)
- Kingsville (Teksas)
- Kirby (Teksas)
- Kirbyville (Teksas)
- Kirvin (Teksas)
- Knippa (Teksas)
- Knollwood (Teksas)
- Knox City (Teksas)
- Kosse (Teksas)
- Kountze (Teksas)
- Kress (Teksas)
- Krugerville (Teksas)
- Krum (Teksas)
- Kurten (Teksas)
- Kyle (Teksas)

### L
- LaCoste (Teksas)
- La Blanca (Teksas)
- La Carla (Teksas)
- La Casita-Garciasville (Teksas)
- La Casita (Teksas)
- La Chuparosa (Teksas)
- La Coma (Teksas)
- La Escondida (Teksas)
- La Esperanza (Teksas)
- La Feria (Teksas)
- La Feria North (Teksas)
- La Grange (Teksas)
- La Grulla (Teksas)
- La Homa (Teksas)
- La Joya (Teksas)
- La Loma de Falcon (Teksas)
- La Marque (Teksas)
- La Minita (Teksas)
- La Paloma-Lost Creek (Teksas)
- La Paloma (Teksas)
- La Paloma Addition (Teksas)
- La Paloma Ranchettes (Teksas)
- La Porte (Teksas)
- La Presa (Teksas)
- La Pryor (Teksas)
- La Puerta (Teksas)
- La Rosita (Teksas)
- La Tina Ranch (Teksas)
- La Vernia (Teksas)
- La Victoria (Teksas)
- La Villa (Teksas)
- La Ward (Teksas)
- Lackland AFB (Teksas)
- Lacy-Lakeview (Teksas)
- Ladonia (Teksas)
- Lago (Teksas)
- Lago Vista (Teksas)
- Laguna Heights (Teksas)
- Laguna Park (Teksas)
- Laguna Seca (Teksas)
- Laguna Vista (Teksas)
- Lake Bridgeport (Teksas)
- Lake Brownwood (Teksas)
- Lake Bryan (Teksas)
- Lake Cherokee (Teksas)
- Lake City (Teksas)
- Lake Colorado City (Teksas)
- Lake Dallas (Teksas)
- Lake Dunlap (Teksas)
- Lake Jackson (Teksas)
- Lake Kiowa (Teksas)
- Lake Medina Shores (Teksas)
- Lake Meredith Estates (Teksas)
- Lake View (Teksas)
- Lake Worth (Teksas)
- Lakehills (Teksas)
- Lakeport (Teksas)
- Lakeside (Teksas)
- Lakeside City (Teksas)
- Lakeview (Teksas)
- Lakeway (Teksas)
- Lakewood Village (Teksas)
- Lamar (Teksas)
- Lampasas (Teksas)
- Lancaster (Teksas)
- Lantana (Teksas)
- Laredo Ranchettes (Teksas)
- Laredo Ranchettes West (Teksas)
- Larga Vista (Teksas)
- Las Colonias (Teksas)
- Las Haciendas (Teksas)
- Las Lomas (Teksas)
- Las Lomitas (Teksas)
- Las Palmas-Juarez (Teksas)
- Las Palmas (Teksas)
- Las Palmas II (Teksas)
- Las Pilas (Teksas)
- Las Quintas Fronterizas (Teksas)
- Lasana (Teksas)
- Lasara (Teksas)
- Latexo (Teksas)
- Laughlin AFB (Teksas)
- Laureles (Teksas)
- Lavon (Teksas)
- Lawn (Teksas)
- League City (Teksas)
- Leakey (Teksas)
- Leander (Teksas)
- Leary (Teksas)
- Lefors (Teksas)
- Leming (Teksas)
- Leon Valley (Teksas)
- Leona (Teksas)
- Leonard (Teksas)
- Leroy (Teksas)
- Levelland (Teksas)
- Lewisville (Teksas)
- Lexington (Teksas)
- Liberty (Teksas)
- Liberty City (Teksas)
- Liberty Hill (Teksas)
- Lincoln Park (Teksas)
- Lindale (Teksas)
- Linden (Teksas)
- Lindsay (Teksas)
- Linn (Teksas)
- Lipan (Teksas)
- Lipscomb (Teksas)
- Little Elm (Teksas)
- Little River-Academy (Teksas)
- Littlefield (Teksas)
- Live Oak (Teksas)
- Liverpool (Teksas)
- Livingston (Teksas)
- Llano (Teksas)
- Llano Grande (Teksas)
- Lockney (Teksas)
- Log Cabin (Teksas)
- Lolita (Teksas)
- Loma Grande (Teksas)
- Loma Linda (Teksas)
- Loma Linda East (Teksas)
- Loma Linda West (Teksas)
- Loma Vista (Teksas)
- Lometa (Teksas)
- Lone Oak (Teksas)
- Lone Star (Teksas)
- Longoria (Teksas)
- Longview (Teksas)
- Loop (Teksas)
- Lopezville (Teksas)
- Lopeño (Teksas)
- Loraine (Teksas)
- Lorena (Teksas)
- Lorenzo (Teksas)
- Los Altos (Teksas)
- Los Alvarez (Teksas)
- Los Angeles (Teksas)
- Los Angeles Subdivision (Teksas)
- Los Arcos (Teksas)
- Los Arrieros (Teksas)
- Los Barreras (Teksas)
- Los Centenarios (Teksas)
- Los Corralitos (Teksas)
- Los Ebanos (Teksas)
- Los Fresnos (Teksas)
- Los Huisaches (Teksas)
- Los Indios (Teksas)
- Los Lobos (Teksas)
- Los Minerales (Teksas)
- Los Nopalitos (Teksas)
- Los Veteranos II (Teksas)
- Los Veteranos I (Teksas)
- Los Ybanez (Teksas)
- Lost Creek (Teksas)
- Lott (Teksas)
- Louise (Teksas)
- Lovelady (Teksas)
- Lowry Crossing (Teksas)
- Lozano (Teksas)
- Lucas (Teksas)
- Lueders (Teksas)
- Lufkin (Teksas)
- Luling (Teksas)
- Lumberton (Teksas)
- Lyford (Teksas)
- Lyford South (Teksas)
- Lytle (Teksas)

### M
- Mabank (Teksas)
- Macdona (Teksas)
- Madisonville (Teksas)
- Magnolia (Teksas)
- Malakoff (Teksas)
- Malone (Teksas)
- Manchaca (Teksas)
- Manor (Teksas)
- Mansfield (Teksas)
- Manuel Garcia (Teksas)
- Manuel Garcia II (Teksas)
- Manvel (Teksas)
- Marathon (Teksas)
- Marble Falls (Teksas)
- Marfa (Teksas)
- Marietta (Teksas)
- Marion (Teksas)
- Markham (Teksas)
- Marlin (Teksas)
- Marquez (Teksas)
- Marshall (Teksas)
- Marshall Creek (Teksas)
- Mart (Teksas)
- Martindale (Teksas)
- Martinez (Teksas)
- Mason (Teksas)
- Matador (Teksas)
- Matagorda (Teksas)
- Mathis (Teksas)
- Maud (Teksas)
- Mauriceville (Teksas)
- Maypearl (Teksas)
- McCamey (Teksas)
- McDade (Teksas)
- McGregor (Teksas)
- McKinney (Teksas)
- McKinney Acres (Teksas)
- McLean (Teksas)
- McLendon-Chisholm (Teksas)
- McQueeney (Teksas)
- Meadow (Teksas)
- Meadowlakes (Teksas)
- Meadows Place (Teksas)
- Medina (Teksas)
- Megargel (Teksas)
- Melissa (Teksas)
- Melvin (Teksas)
- Memphis (Teksas)
- Menard (Teksas)
- Mentone (Teksas)
- Mercedes (Teksas)
- Meridian (Teksas)
- Merkel (Teksas)
- Mertens (Teksas)
- Mertzon (Teksas)
- Mesquite (Teksas)
- Mexia (Teksas)
- Mi Ranchito Estate (Teksas)
- Miami (Teksas)
- Midlothian (Teksas)
- Midway (Teksas)
- Midway North (Teksas)
- Midway South (Teksas)
- Miguel Barrera (Teksas)
- Mikes (Teksas)
- Mila Doce (Teksas)
- Milam (Teksas)
- Milano (Teksas)
- Mildred (Teksas)
- Miles (Teksas)
- Milford (Teksas)
- Miller's Cove (Teksas)
- Millican (Teksas)
- Millsap (Teksas)
- Mineola (Teksas)
- Mineral Wells (Teksas)
- Mingus (Teksas)
- Mirando City (Teksas)
- Mission (Teksas)
- Mission Bend (Teksas)
- Missouri City (Teksas)
- Mobeetie (Teksas)
- Mobile City (Teksas)
- Monahans (Teksas)
- Mont Belvieu (Teksas)
- Montague (Teksas)
- Monte Alto (Teksas)
- Montgomery (Teksas)
- Moody (Teksas)
- Moore (Teksas)
- Moore Station (Teksas)
- Moraida (Teksas)
- Morales-Sanchez (Teksas)
- Moran (Teksas)
- Morgan's Point (Teksas)
- Morgan's Point Resort (Teksas)
- Morgan (Teksas)
- Morgan Farm (Teksas)
- Morgan Farm Area (Teksas)
- Morning Glory (Teksas)
- Morse (Teksas)
- Morton (Teksas)
- Moulton (Teksas)
- Mount Calm (Teksas)
- Mount Enterprise (Teksas)
- Mount Pleasant (Teksas)
- Mount Vernon (Teksas)
- Mountain City (Teksas)
- Muenster (Teksas)
- Muleshoe (Teksas)
- Mullin (Teksas)
- Munday (Teksas)
- Muniz (Teksas)
- Murchison (Teksas)
- Murphy (Teksas)
- Mustang (Teksas)
- Mustang Ridge (Teksas)
- Myrtle Springs (Teksas)

### N
- Nacogdoches (Teksas)
- Naples (Teksas)
- Narciso Pena (Teksas)
- Nash (Teksas)
- Nassau Bay (Teksas)
- Natalia (Teksas)
- Navarro (Teksas)
- Navasota (Teksas)
- Nazareth (Teksas)
- Nederland (Teksas)
- Needville (Teksas)
- Nesbitt (Teksas)
- Netos (Teksas)
- New Berlin (Teksas)
- New Boston (Teksas)
- New Braunfels (Teksas)
- New Chapel Hill (Teksas)
- New Deal (Teksas)
- New Fairview (Teksas)
- New Falcon (Teksas)
- New Home (Teksas)
- New Hope (Teksas)
- New London (Teksas)
- New Summerfield (Teksas)
- New Territory (Teksas)
- New Waverly (Teksas)
- Newark (Teksas)
- Newton (Teksas)
- Neylandville (Teksas)
- Niederwald (Teksas)
- Nina (Teksas)
- Nixon (Teksas)
- Nocona (Teksas)
- Nocona Hills (Teksas)
- Nolanville (Teksas)
- Nome (Teksas)
- Noonday (Teksas)
- Nordheim (Teksas)
- Normangee (Teksas)
- Normanna (Teksas)
- North Alamo (Teksas)
- North Cleveland (Teksas)
- North Escobares (Teksas)
- North Pearsall (Teksas)
- North Richland Hills (Teksas)
- North San Pedro (Teksas)
- Northcliff (Teksas)
- Northlake (Teksas)
- Novice (Teksas)

### O
- O'Brien (Teksas)
- O'Donnell (Teksas)
- Oak Grove (Teksas)
- Oak Island (Teksas)
- Oak Leaf (Teksas)
- Oak Point (Teksas)
- Oak Ridge North (Teksas)
- Oak Trail Shores (Teksas)
- Oak Valley (Teksas)
- Oakhurst (Teksas)
- Oakwood (Teksas)
- Odem (Teksas)
- Odessa (Teksas)
- Oglesby (Teksas)
- Oilton (Teksas)
- Old Escobares (Teksas)
- Old River-Winfree (Teksas)
- Olivarez (Teksas)
- Olivia Lopez de Gutierrez (Teksas)
- Olmito (Teksas)
- Olmito and Olmito (Teksas)
- Olmos Park (Teksas)
- Olney (Teksas)
- Olton (Teksas)
- Omaha (Teksas)
- Onalaska (Teksas)
- Onion Creek (Teksas)
- Opdyke West (Teksas)
- Orange (Teksas)
- Orange Grove (Teksas)
- Orason (Teksas)
- Orchard (Teksas)
- Ore City (Teksas)
- Overton (Teksas)
- Ovilla (Teksas)
- Owl Ranch-Amargosa (Teksas)
- Owl Ranch (Teksas)
- Oyster Creek (Teksas)
- Ozona (Teksas)

### P
- Pablo Pena (Teksas)
- Paducah (Teksas)
- Paint Rock (Teksas)
- Paisano Park (Teksas)
- Palacios (Teksas)
- Palestine (Teksas)
- Palm Valley (Teksas)
- Palmer (Teksas)
- Palmhurst (Teksas)
- Palmview (Teksas)
- Palmview South (Teksas)
- Palo Blanco (Teksas)
- Palo Pinto (Teksas)
- Paloma Creek (Teksas)
- Paloma Creek South (Teksas)
- Pampa (Teksas)
- Panhandle (Teksas)
- Panorama Village (Teksas)
- Pantego (Teksas)
- Paradise (Teksas)
- Paris (Teksas)
- Parker (Teksas)
- Pasadena (Teksas)
- Pattison (Teksas)
- Patton Village (Teksas)
- Pawnee (Teksas)
- Payne Springs (Teksas)
- Pearland (Teksas)
- Pearsall (Teksas)
- Pecan Acres (Teksas)
- Pecan Gap (Teksas)
- Pecan Grove (Teksas)
- Pecan Hill (Teksas)
- Pecan Plantation (Teksas)
- Pelican Bay (Teksas)
- Pena (Teksas)
- Penelope (Teksas)
- Penitas (Teksas)
- Perezville (Teksas)
- Perrin (Teksas)
- Perryton (Teksas)
- Petersburg (Teksas)
- Petrolia (Teksas)
- Petronila (Teksas)
- Pettus (Teksas)
- Pflugerville (Teksas)
- Pharr (Teksas)
- Pilot Point (Teksas)
- Pine Forest (Teksas)
- Pine Harbor (Teksas)
- Pine Island (Teksas)
- Pinehurst (Teksas)
- Pineland (Teksas)
- Pinewood Estates (Teksas)
- Piney Point Village (Teksas)
- Pittsburg (Teksas)
- Placedo (Teksas)
- Plains (Teksas)
- Plainview (Teksas)
- Pleasant Hill (Teksas)
- Pleasant Valley (Teksas)
- Pleasanton (Teksas)
- Plum Grove (Teksas)
- Point (Teksas)
- Point Blank (Teksas)
- Point Comfort (Teksas)
- Ponder (Teksas)
- Port Aransas (Teksas)
- Port Arthur (Teksas)
- Port Isabel (Teksas)
- Port Lavaca (Teksas)
- Port Mansfield (Teksas)
- Port Neches (Teksas)
- Port O'Connor (Teksas)
- Porter Heights (Teksas)
- Portland (Teksas)
- Post (Teksas)
- Post Oak Bend City (Teksas)
- Poteet (Teksas)
- Poth (Teksas)
- Potosi (Teksas)
- Pottsboro (Teksas)
- Powderly (Teksas)
- Powell (Teksas)
- Poynor (Teksas)
- Prado Verde (Teksas)
- Prairie View (Teksas)
- Premont (Teksas)
- Presidio (Teksas)
- Preston (Teksas)
- Primera (Teksas)
- Princeton (Teksas)
- Progreso (Teksas)
- Progreso Lakes (Teksas)
- Prosper (Teksas)
- Providence (Teksas)
- Pueblo East (Teksas)
- Pueblo Nuevo (Teksas)
- Putnam (Teksas)
- Pyote (Teksas)

### Q
- Quail (Teksas)
- Quail Creek (Teksas)
- Quanah (Teksas)
- Queen City (Teksas)
- Quemado (Teksas)
- Quesada (Teksas)
- Quinlan (Teksas)
- Quintana (Teksas)
- Quitaque (Teksas)
- Quitman (Teksas)

### R
- Radar Base (Teksas)
- Rafael Pena (Teksas)
- Ralls (Teksas)
- Ramireno (Teksas)
- Ramirez-Perez (Teksas)
- Ramos (Teksas)
- Ranchette Estates (Teksas)
- Ranchitos Del Norte (Teksas)
- Ranchitos East (Teksas)
- Ranchitos Las Lomas (Teksas)
- Rancho Alegre (Teksas)
- Rancho Banquete (Teksas)
- Rancho Chico (Teksas)
- Rancho Viejo (Teksas)
- Ranchos Penitas West (Teksas)
- Randolph AFB (Teksas)
- Ranger (Teksas)
- Rankin (Teksas)
- Ransom Canyon (Teksas)
- Ratamosa (Teksas)
- Ravenna (Teksas)
- Raymondville (Teksas)
- Realitos (Teksas)
- Red Lick (Teksas)
- Red Oak (Teksas)
- Redfield (Teksas)
- Redford (Teksas)
- Redland (Teksas)
- Redwater (Teksas)
- Redwood (Teksas)
- Reese Center (Teksas)
- Refugio (Teksas)
- Regino Ramirez (Teksas)
- Reid Hope King (Teksas)
- Reklaw (Teksas)
- Relampago (Teksas)
- Rendon (Teksas)
- Reno (Teksas)
- Retreat (Teksas)
- Rhome (Teksas)
- Ricardo (Teksas)
- Rice (Teksas)
- Richardson (Teksas)
- Richland (Teksas)
- Richland Hills (Teksas)
- Richland Springs (Teksas)
- Richmond (Teksas)
- Richwood (Teksas)
- Riesel (Teksas)
- Rio Grande City (Teksas)
- Rio Hondo (Teksas)
- Rio Vista (Teksas)
- Rising Star (Teksas)
- River Oaks (Teksas)
- Rivera (Teksas)
- Rivereno (Teksas)
- Riverside (Teksas)
- Riviera (Teksas)
- Roanoke (Teksas)
- Roaring Springs (Teksas)
- Robert Lee (Teksas)
- Robinson (Teksas)
- Robstown (Teksas)
- Roby (Teksas)
- Rochester (Teksas)
- Rockdale (Teksas)
- Rockport (Teksas)
- Rocksprings (Teksas)
- Rockwall (Teksas)
- Rocky Mound (Teksas)
- Rogers (Teksas)
- Rollingwood (Teksas)
- Roma (Teksas)
- Roma Creek (Teksas)
- Roman Forest (Teksas)
- Ropesville (Teksas)
- Roscoe (Teksas)
- Rose City (Teksas)
- Rose Hill Acres (Teksas)
- Rosebud (Teksas)
- Rosenberg (Teksas)
- Rosharon (Teksas)
- Rosita North (Teksas)
- Ross (Teksas)
- Rotan (Teksas)
- Round Mountain (Teksas)
- Round Rock (Teksas)
- Round Top (Teksas)
- Rowlett (Teksas)
- Roxton (Teksas)
- Royse City (Teksas)
- Rule (Teksas)
- Runaway Bay (Teksas)
- Runge (Teksas)
- Rusk (Teksas)

### S
- Sabinal (Teksas)
- Sachse (Teksas)
- Sadler (Teksas)
- Saginaw (Teksas)
- Salineño (Teksas)
- Salineño North (Teksas)
- Sam Rayburn (Teksas)
- Sammy Martinez (Teksas)
- Samnorwood (Teksas)
- San Angelo (Teksas)
- San Augustine (Teksas)
- San Benito (Teksas)
- San Carlos (Teksas)
- San Carlos II (Teksas)
- San Carlos I (Teksas)
- San Diego (Teksas)
- San Elizario (Teksas)
- San Fernando (Teksas)
- San Ignacio (Teksas)
- San Isidro (Teksas)
- San Juan (Teksas)
- San Leon (Teksas)
- San Manuel-Linn (Teksas)
- San Marcos (Teksas)
- San Patricio (Teksas)
- San Perlita (Teksas)
- San Saba (Teksas)
- San Ygnacio (Teksas)
- Sanctuary (Teksas)
- Sand Springs (Teksas)
- Sanderson (Teksas)
- Sandia (Teksas)
- Sandoval (Teksas)
- Sandy Hollow-Escondidas (Teksas)
- Sanford (Teksas)
- Sanger (Teksas)
- Sansom Park (Teksas)
- Santa Anna (Teksas)
- Santa Clara (Teksas)
- Santa Fe (Teksas)
- Santa Maria (Teksas)
- Santa Monica (Teksas)
- Santa Rosa (Teksas)
- Santel (Teksas)
- Sarita (Teksas)
- Savoy (Teksas)
- Scenic Oaks (Teksas)
- Schertz (Teksas)
- Schulenburg (Teksas)
- Scissors (Teksas)
- Scotland (Teksas)
- Scottsville (Teksas)
- Scurry (Teksas)
- Seabrook (Teksas)
- Seadrift (Teksas)
- Seagoville (Teksas)
- Seagraves (Teksas)
- Sealy (Teksas)
- Sebastian (Teksas)
- Seco Mines (Teksas)
- Seguin (Teksas)
- Selma (Teksas)
- Seminole (Teksas)
- Serenada (Teksas)
- Seth Ward (Teksas)
- Seven Oaks (Teksas)
- Seven Points (Teksas)
- Seymour (Teksas)
- Shady Hollow (Teksas)
- Shady Shores (Teksas)
- Shadybrook (Teksas)
- Shallowater (Teksas)
- Shamrock (Teksas)
- Shavano Park (Teksas)
- Sheldon (Teksas)
- Shenandoah (Teksas)
- Shepherd (Teksas)
- Sherman (Teksas)
- Sherwood Shores (Teksas)
- Shiner (Teksas)
- Shoreacres (Teksas)
- Sienna Plantation (Teksas)
- Sierra Blanca (Teksas)
- Siesta Acres (Teksas)
- Siesta Shores (Teksas)
- Silsbee (Teksas)
- Silverton (Teksas)
- Simonton (Teksas)
- Sinton (Teksas)
- Skellytown (Teksas)
- Skidmore (Teksas)
- Slaton (Teksas)
- Smiley (Teksas)
- Smithville (Teksas)
- Smyer (Teksas)
- Snook (Teksas)
- Snyder (Teksas)
- Solis (Teksas)
- Somerset (Teksas)
- Somerville (Teksas)
- Sonora (Teksas)
- Sour Lake (Teksas)
- South Alamo (Teksas)
- South Fork Estates (Teksas)
- South Houston (Teksas)
- South La Paloma (Teksas)
- South Mountain (Teksas)
- South Padre Island (Teksas)
- South Point (Teksas)
- South Toledo Bend (Teksas)
- Southlake (Teksas)
- Southmayd (Teksas)
- Southside Place (Teksas)
- Spade (Teksas)
- Sparks (Teksas)
- Spearman (Teksas)
- Splendora (Teksas)
- Spofford (Teksas)
- Spring Garden-Terra Verde (Teksas)
- Spring Gardens (Teksas)
- Spring Valley (Teksas)
- Spring Valley Village (Teksas)
- Springlake (Teksas)
- Springtown (Teksas)
- Spur (Teksas)
- St. Hedwig (Teksas)
- St. Jo (Teksas)
- St. Paul (Teksas)
- Stafford (Teksas)
- Stagecoach (Teksas)
- Stamford (Teksas)
- Stanton (Teksas)
- Staples (Teksas)
- Star Harbor (Teksas)
- Stephenville (Teksas)
- Sterling City (Teksas)
- Stinnett (Teksas)
- Stockdale (Teksas)
- Stonewall (Teksas)
- Stowell (Teksas)
- Stratford (Teksas)
- Strawn (Teksas)
- Streetman (Teksas)
- Study Butte-Terlingua (Teksas)
- Study Butte (Teksas)
- Sudan (Teksas)
- Sugar Land (Teksas)
- Sullivan City (Teksas)
- Sulphur Springs (Teksas)
- Sun Valley (Teksas)
- Sundown (Teksas)
- Sunnyvale (Teksas)
- Sunray (Teksas)
- Sunrise Beach Village (Teksas)
- Sunset (Teksas)
- Sunset Acres (Teksas)
- Sunset Valley (Teksas)
- Surfside Beach (Teksas)
- Sweeny (Teksas)
- Sweetwater (Teksas)

### T
- Taft (Teksas)
- Taft Southwest (Teksas)
- Tahoka (Teksas)
- Talco (Teksas)
- Tanquecitos South Acres (Teksas)
- Tanquecitos South Acres II (Teksas)
- Tatum (Teksas)
- Taylor (Teksas)
- Taylor Lake Village (Teksas)
- Taylor Landing (Teksas)
- Teague (Teksas)
- Tehuacana (Teksas)
- Temple (Teksas)
- Tenaha (Teksas)
- Terlingua (Teksas)
- Terrell (Teksas)
- Terrell Hills (Teksas)
- Texarkana (Teksas)
- Texas City (Teksas)
- Texhoma (Teksas)
- Texline (Teksas)
- The Colony (Teksas)
- The Woodlands (Teksas)
- Thompsons (Teksas)
- Thompsonville (Teksas)
- Thorndale (Teksas)
- Thornton (Teksas)
- Thorntonville (Teksas)
- Thrall (Teksas)
- Three Rivers (Teksas)
- Throckmorton (Teksas)
- Thunderbird Bay (Teksas)
- Tierra Bonita (Teksas)
- Tierra Dorada (Teksas)
- Tierra Grande (Teksas)
- Tierra Verde (Teksas)
- Tilden (Teksas)
- Timberwood Park (Teksas)
- Timpson (Teksas)
- Tioga (Teksas)
- Tira (Teksas)
- Tivoli (Teksas)
- Toco (Teksas)
- Todd Mission (Teksas)
- Tolar (Teksas)
- Tom Bean (Teksas)
- Tomball (Teksas)
- Tool (Teksas)
- Tornillo (Teksas)
- Toyah (Teksas)
- Tradewinds (Teksas)
- Travis Ranch (Teksas)
- Trent (Teksas)
- Trenton (Teksas)
- Trinidad (Teksas)
- Trinity (Teksas)
- Trophy Club (Teksas)
- Troup (Teksas)
- Troy (Teksas)
- Tuleta (Teksas)
- Tulia (Teksas)
- Turkey (Teksas)
- Tuscola (Teksas)
- Tye (Teksas)
- Tyler (Teksas)
- Tynan (Teksas)

### U
- Uhland (Teksas)
- Uncertain (Teksas)
- Union Grove (Teksas)
- Union Valley (Teksas)
- Universal City (Teksas)
- University Park (Teksas)
- Utopia (Teksas)
- Uvalde (Teksas)
- Uvalde Estates (Teksas)

### V
- Val Verde Park (Teksas)
- Valentine (Teksas)
- Valle Hermoso (Teksas)
- Valle Verde (Teksas)
- Valley Mills (Teksas)
- Valley View (Teksas)
- Van (Teksas)
- Van Alstyne (Teksas)
- Van Horn (Teksas)
- Van Vleck (Teksas)
- Vanderbilt (Teksas)
- Vega (Teksas)
- Venus (Teksas)
- Vernon (Teksas)
- Victoria (Teksas)
- Victoria Vera (Teksas)
- Vidor (Teksas)
- Villa Pancho (Teksas)
- Villa Verde (Teksas)
- Villa del Sol (Teksas)
- Villarreal (Teksas)
- Von Ormy (Teksas)

### W
- Waelder (Teksas)
- Wake Village (Teksas)
- Waller (Teksas)
- Wallis (Teksas)
- Walnut Springs (Teksas)
- Warren (Teksas)
- Warren City (Teksas)
- Waskom (Teksas)
- Watauga (Teksas)
- Waxahachie (Teksas)
- Weatherford (Teksas)
- Webster (Teksas)
- Weimar (Teksas)
- Weinert (Teksas)
- Weir (Teksas)
- Welch (Teksas)
- Wellington (Teksas)
- Wellman (Teksas)
- Wells (Teksas)
- Wells Branch (Teksas)
- Weslaco (Teksas)
- West (Teksas)
- West Alto Bonito (Teksas)
- West Columbia (Teksas)
- West Lake Hills (Teksas)
- West Odessa (Teksas)
- West Orange (Teksas)
- West Pearsall (Teksas)
- West Sharyland (Teksas)
- West Tawakoni (Teksas)
- West University Place (Teksas)
- Westbrook (Teksas)
- Westdale (Teksas)
- Western Lake (Teksas)
- Westlake (Teksas)
- Westminster (Teksas)
- Weston (Teksas)
- Weston Lakes (Teksas)
- Westover Hills (Teksas)
- Westway (Teksas)
- Westwood Shores (Teksas)
- Westworth Village (Teksas)
- Wharton (Teksas)
- Wheeler (Teksas)
- White Deer (Teksas)
- White Oak (Teksas)
- White Settlement (Teksas)
- Whiteface (Teksas)
- Whitehouse (Teksas)
- Whitesboro (Teksas)
- Whitewright (Teksas)
- Whitney (Teksas)
- Wichita Falls (Teksas)
- Wickett (Teksas)
- Wild Peach Village (Teksas)
- Wildwood (Teksas)
- Willamar (Teksas)
- Willis (Teksas)
- Willow Park (Teksas)
- Wills Point (Teksas)
- Wilmer (Teksas)
- Wilson (Teksas)
- Wimberley (Teksas)
- Windcrest (Teksas)
- Windemere (Teksas)
- Windom (Teksas)
- Windthorst (Teksas)
- Winfield (Teksas)
- Wink (Teksas)
- Winnie (Teksas)
- Winnsboro (Teksas)
- Winona (Teksas)
- Winters (Teksas)
- Wixon Valley (Teksas)
- Wolfe City (Teksas)
- Wolfforth (Teksas)
- Woodbranch (Teksas)
- Woodcreek (Teksas)
- Woodloch (Teksas)
- Woodsboro (Teksas)
- Woodson (Teksas)
- Woodville (Teksas)
- Woodway (Teksas)
- Wortham (Teksas)
- Wyldwood (Teksas)
- Wylie (Teksas)

### Y
- Yantis (Teksas)
- Yoakum (Teksas)
- Yorktown (Teksas)
- Yznaga (Teksas)

### Z
- Zapata (Teksas)
- Zapata Ranch (Teksas)
- Zarate (Teksas)
- Zavalla (Teksas)
- Zuehl (Teksas)

## Vanjske poveznice
- Texas Census Data @ Census.gov
- Ghost Towns of Texas